# Molitorosa molitor
Genre
Espèce
Synonymes
- Lycosa molitor Bertkau, 1880

Molitorosa molitor, unique représentant du genre Molitorosa, est une espèce d'araignées aranéomorphes de la famille des Lycosidae.

## Distribution
Cette espèce est endémique du Brésil.

## Publications originales
- Bertkau, 1880 : Verzeichniss der von Prof. Ed. van Beneden auf seiner im Auftrage der Belgischen Regierung unternommen wissenschaftlichen Reise nach Brasilien und La Plata im Jahren 1872-73 gensammelten Arachniden. Mémoires couronnés et mémoires des savants étrangers, publiés par l'Académie royale des sciences, des lettres et des beaux-arts de Belgique, vol. 43, p. 1-120.
- Roewer, 1960 : Araneae Lycosaeformia II (Lycosidae). Exploration du Parc National de l'Upemba Mission G.F. de Witte, vol. 55, p. 519-1040.